# ان‌جی‌سی ۱۶۹
ان‌جی‌سی ۱۶۹ (انگلیسی: NGC 169) نام یک کهکشان مارپیچی میله‌ای در صورت فلکی آندرومدا است.